# Jōyo (Mönch)
Jōyo (jap. 定誉, * 958 im Distrikt Katsuragi, Provinz Yamato; † 1047 im Tempel Kōya-san) war ein Mönch des Shingon-Buddhismus, der sich große Verdienste um die Stabilisierung des von Kūkai gegründeten, seinerzeit vom Zerfall bedrohten Tempels Kōya-san erwarb.

## Leben
Jōyo stammte aus einer Familie namens Kawai (河井) in der Provinz Yamato. Mit 13 Jahren trat er in den Tempel Kōfuku-ji zu Nara ein, in dem er sich zunächst mit den Lehren der Hossō-Schule widmete. Später wurde er dort von Shingyō (真興, 935–1004) in die Lehren des Shingon-Buddhismus eingeführt. Man nannte ihn auch Jikyō-jōnin (持経上人, etwa Sutra-Haltender Heiliger), weil er stets das von ihm hoch geschätzte Lotos-Sutra (法華経, Hokkekyō) mit sich führte, bzw. Kishin-Jōnin (祈親上人, etwa Eltern-Fürbittender Heiliger) wegen seiner Hingabe an die verstorbenen Eltern.
Der Überlieferung zufolge wurde ihm als Sechzigjähriger bei einem Besuch im Tempel Hasedera durch den Bodhisattva Kannon (skr. Avalokiteshvara) eine Offenbarung zuteil. Dieser folgend begab er sich 1016 zum Kōya-san. Die Anlagen befanden sich wegen schwelender Fehden mit dem ebenfalls zur Shingon-Schule gehörenden Tempel Tō-ji in Kyōto wie auch infolge vieler durch Blitzeinschlag verursachte Brände im Niedergang. Jōyo widmete sich fortan der Wiederherstellung und dem Ausbau des Kōya-san. Auch entwickelte er Mittel, um das Überleben in den harschen Winter des Hochplateaus (800 m) zu ermöglichen. 
Unter seinen Schülern machte sich Meisan (明算, 1021–1106) einen Namen.